# Mont Lamlam
Le mont Lamlam est une montagne de Guam, le point culminant du territoire. Elle se situe à une altitude de 406 mètres près d'Agat.